# Nan Aurousseau
 (septembre 2022).
Si vous disposez d'ouvrages ou d'articles de référence ou si vous connaissez des sites web de qualité traitant du thème abordé ici, merci de compléter l'article en donnant les références utiles à sa vérifiabilité et en les liant à la section « Notes et références ».
 (septembre 2022).
Pour les articles homonymes, voir Aurousseau.
Nan Aurousseau, né le 27 mars 1951, est un écrivain et réalisateur français.

## Biographie
Issu d'une famille de prolétaires parisiens, né d'une mère repasseuse et enfant d'une fratrie nombreuse, Daniel Aurousseau dit Nan Aurousseau passe son enfance au 83 rue des Maraîchers dans le XXe arrondissement de Paris. Vers l'âge de quinze ans, il intègre rapidement des réseaux de délinquants, puis de criminels.  "Je n'étais qu'une petite frappe de Charonne, un «youvoi» de quartier, et, du jour au lendemain, j'étais arrêté pour braquage à main armée, traité comme un type dangereux, un loup féroce" écrit Nan Aurousseau.  À 18 ans, il est incarcéré à Fleury-Mérogis, puis condamné à 6 ans de prison pour braquage. En prison, il rencontre des éducateurs qui l'initient à la lecture : il consacre alors tout son temps d'incarcération à la littérature (Cendrars, Cravan, Debord, Nietzsche, Marcuse, Tzara), puis se met progressivement à écrire tout en préparant un bac et obtenant des diplômes. Bénéficiant d'une liberté conditionnelle, il est libéré de la centrale de Loos-lez-Lille.
Lors de sa réinsertion, il se lance dans la plomberie. "Il rencontra Marie Laborde, sa belle histoire d'amour, avec laquelle il écrivit «Paroles de bandits» et «Une vie de cheval»." note Jérôme Garcin dans l'Obs du 30 octobre 2014.  Plombier-chauffagiste, il croise alors un client déterminant, l'écrivain Jean-Patrick Manchette auquel il confie un manuscrit et dont la critique l'oriente. Puis après la parution de deux premiers romans en 1978 et 1981, il décide de raconter sa vie dans un livre. 
Apprécié de Jean-Marc Roberts qui lui fera signer six romans chez Stock (2005-2014), l'écrivain publie son Bleu de chauffe en 2005, rompant avec plus de deux décennies de silence éditorial. Concocté lors d'une période de chômage, le manuscrit est envoyé par la poste au seul Roberts, qui renvoie un télégramme lapidaire : « J’ai commencé la lecture de votre manuscrit que je trouve formidable. Merci de me rappeler à mon bureau. Votre lecteur impatient. Jean-Marc Roberts."   Ce titre rencontre donc un éditeur enthousiaste, puis un réel succès, tant critique que commercial alors que l'auteur a 55 ans. Le roman est salué par l'émission Le Masque et la Plume du premier janvier 2006. Cette même année, ce titre reçoit notamment le prix Jean Amila au Salon du livre d'expression populaire et de critique sociale d'Arras. "Lorsque Nan Aurousseau a besoin de se donner du coeur à l'ouvrage, il relit ses deux maîtres, Georges Simenon et Patricia Highsmith, même si sa prose revêche et râpeuse fait plutôt penser à Jean Meckert, ancien mécanicien devenu John Amila dans la Série noire, auteur des «Coups» et de «Nous avons les mains rouges»." estime Jérôme Garcin en 2014. Nan Aurousseau précise à Patricia Martin dans le 6/9 de France Inter du 26 janvier 2019 : "Un de mes romans de référence est "Des Souris et des Hommes" de Steinbeck."  Puis Bleu de chauffe paraît chez Le Livre de Poche en 2007. 
Son deuxième roman de la période Stock paru aussi en 2007 et intitulé Du même auteur est un roman policier. Il sort aussi en 2008 chez Le Livre de Poche.  
Dans Le ciel sur la tête, Nan Aurousseau s'insurge contre le mélange carcéral de jeunes délinquants et de détenus en proie à des problèmes psychologiques. Il dénonce également les erreurs de greffe et le suicide dans les cellules de punition (le mitard est la troisième peine). L'auteur aime  utiliser peu de matière. Il souligne qu'à l'instar de sa propre expérience, les livres peuvent sauver les jeunes détenus alors que les autorités retirent les éducateurs de prison. Le Livre de Poche sort également Le ciel sur la tête, en avril 2010. 
Dans Quand le mal est fait, le romancier raconte la descente aux enfers de Marcel Tous, homme sans histoire dont la vie banale va basculer dans un cauchemar absurde. "Quand le mal est fait confirme le statut de romancier à part entière du petit gars de Belleville." estime L'Express du 30 mars 2010. Ce roman paraît encore chez Le Livre de Poche, en 2012.  Quartier Charogne, référence au quartier de Charonne, revient sur l'enfance de l'auteur. "Nan Aurousseau organise le récit de ces années cruciales dans une langue truculente, truffée de l’argot des « traîne-les-rues », morts en cavale avant la quarantaine. Il y a aussi qu’il se trouve être le témoin capital de la tragédie du 8 février 1962, au métro Charonne, lorsque la police de Papon exécuta, entre autres, le jeune Daniel Féry." écrit L'Humanité le 22 novembre 2012.  Ce récit autobiographique sort aussi en poche chez J'ai Lu en 2014. 
La mort de Roberts en 2013 laisse Nan Aurouseau "orphelin" selon ses propres mots.  Dernier roman en date paru chez Stock, La Ballade du mauvais garçon décrit sa jeunesse de délinquant. Dans Le Masque et la Plume du 24 octobre 2014, Jean-Louis Ezine évoque une "espèce de grâce brutale" à propos de son écriture, précise "Nan Aurousseau, il a le sens de la scène"  et Olivia de Lamberterie estime  que "Le mec écrit très très bien. Il faudrait faire un film de sa vie. On n'est pas près de dire "ex-écrivain"  ". "« La ballade du mauvais garçon » sort des sentiers battus du récit et du roman policier « classique » parce qu’il appartient – sans aucun doute- à une véritable œuvre littéraire.  « La ballade du mauvais garçon » en est l’actuel point d’orgue. (...) C’est un livre riche, puissant, touchant et beau.", estime encore le journaliste Eric Yung. En juin 2021, ce récit autobiographique est publié en poche, à nouveau chez J'ai Lu.
Publié depuis 2017 chez Buchet-Chastel, son nouvel éditeur de référence,  Des coccinelles dans des noyaux de cerise  narre à la première personne du singulier la dérive d'un trop célèbre serial killer hexagonal. "Avec sa langue imagée et sa gouaille qui rime avec canaille, Nan Aurouseau nous emmène dans la tête d’un tueur." note Jean-François Cadet dans l'émission Vous m'en direz des nouvelles ! sur RFI le 10 juillet 2017. "Je me suis totalement investi dans la tête de mon personnage, j’étais tellement impliqué que j’en faisais des cauchemars." confie l'auteur à  Tewfik Hakem dans l'émission Paso Doble sur France Culture le 9 février 2017.  Ce roman noir et inquiétant, cynique et caustique, au titre énigmatique, est considéré comme l'un des 7 ouvrages incontournables par le mensuel Lire (revue) en janvier 2017. Il paraît en poche chez Folio en janvier 2019. Depuis, deux autres romans sont sortis chez Buchet-Chastel. dont Les Amochés dans la première sélection du Prix des Libraires 2019. Au sujet de ce roman, Nan Aurousseau précise à Patricia Martin le 26 janvier 2019 : "Pour écrire, je me donne des difficultés. Ici, c'est le mélange de l'anticipation et du roman noir. Ce qui est assez rare. J'écris à la première personne du singulier pour m'investir totalement dans mon personnage et l'accompagner dans les épreuves qu'il traverse. J'ai appelé mon personnage Abdel pour faire chier Eric Zemmour. On apprend son nom à la page 100.". 
Paru en mai 2021, le tragique huis-clos du roman noir Grizzly est calibré pour une adaptation cinématographique outre-Atlantique. "Au cœur des Rocheuses, la mort d’un touriste suivie d’une tempête interminable fait basculer le destin d’une série de personnages dans un enchaînement d’événements à la fois drôles et tragiques." écrit Jean-Marie Wynants dans Le Soir du 7 juin 2021. "Nan Aurousseau y mélange avec talent le roman noir avec la comédie théâtrale. Un huis clos à la Tarentino et au suspens des plus intenable." estime Le Parisien du 30 juillet 2021. Les droits d'adaptation cinématoraphique du roman sont acquis par un romancier et producteur suisse en septembre 2021.
En août 2021, La Serpe rouge sort chez Moissons Noires, récit criminel écrit en collaboration avec Jean-François Miniac et apportant un éclairage nouveau sur le triple homicide du château d'Escoire pour lequel Georges Arnaud fut inculpé en 1941.
Passionné de cinéma, expérimental notamment, Nan Aurousseau a aussi réalisé divers courts-métrages appuyés par la productrice Anne-Marie Rassam, épouse de Claude Berri,  et trois longs-métrages. "Berri demande à Aurousseau d'écrire des chansons pour Gainsbourg." précise Michel Crépu dans Le Masque et la Plume d'octobre 2014. Il a aussi été scénariste pour trois longs-métrages, dont l'un de Jean-Henri Meunier La Bande du Rex (1980).

## Œuvres
- Paroles de bandits (Essai en collaboration avec Marie Laborde), préface de Thierry Lévy, Edition du Seuil, Paris, Collection Combat de Claude Durand, 1975.
- Une vie de cheval (Le Désir fou) (retranscription du texte de Lucien Aurousseau, roman brut en collaboration avec Marie Laborde.), Paris, Pierre Belfond, Collection « le désir fou » Laurent Kissel, 1977,  (ISBN 978-2714411075).
- Flip story, Paris, Edition Libre  Hallier, 1978  (ISBN 2862970026).
- La Bande du Rex, roman, Paris, Encre, 1981  (ISBN 2864180766).
- Bleu de chauffe, roman, Paris, Stock, 2005  (ISBN 2234058600).
- Du même auteur, roman, Paris, Stock, 2007  (ISBN 9782234059481).
- Le Ciel sur la tête, Paris, Stock, 2009  (ISBN 9782234060654).
- Quand le mal est fait, Paris, Stock, 2010  (ISBN 9782234061835).
- Quartier charogne, Paris, Stock, coll. « Bleue », 2012  (ISBN 2234071054).
- La Ballade du mauvais garçon, Paris, Stock, 2014  (ISBN 9782234074835).
- Des coccinelles dans des noyaux de cerise, Paris, Buchet Chastel, 2017  (ISBN 9782283029633).
- Les Amochés, Buchet-Chastel, 2019.
- Grizzly, Buchet-Chastel, mai 2021.
- La Serpe rouge, en collaboration avec Jean-François Miniac, label Moissons Noires, La Geste, août 2021  (ISBN 9782490746637).

## Prix littéraire
- Bleu de Chauffe, Prix Jean Amila-Meckert 2006[1].

- Bleu de Chauffe, sélection Grand prix RTL-Lire 2006, dans la dernière sélection de 5 romans.
- Le Ciel sur la tête, sélection Grand prix RTL-Lire 2009, finaliste en cinquième position.
- Des coccinelles dans des noyaux de cerise, dans la sélection prix Charles Exbrayat 2017.
- Les Amochés, Prix Claude Chabrol 2019 ( prix consacré au "roman noir adaptable au cinéma").
- Les Amochés, Prix des Libraires 2019, dans la première sélection de 13 romans en février 2019.
- Les Amochés, Prix des Lecteurs de la Ville de Brive-Suez 2019, dans la sélection des 10 romans.
- Grizzly, parmi les finalistes du prix littéraire Rosine Perrier 2022.

## Filmographie

### Scénariste
- 1980 : La Bande du Rex
- A l'imparfait du subjectif
- Flip Story
- 1982 : Denier arrondissement, court-métrage
- 1984 : Treize, court-métrage
- 1986 : La machination , court-métrage
- 1990 : Approche
- 2000 : Enquête à domicile
- 2017 : Jour de Pêche

### Réalisateur
- 1982 : Denier arrondissement, court-métrage
- 1984 : Treize, court-métrage
- 1986 : La machination, court-métrage
- 1990 : Approche
- 1993 : Petit Moyen Grand, reportage
- 1994 : Boulevard de l'Infini
- 1995 : De rares nageurs
- 2000 : Enquête à domicile
- 2017 : Jour de Pêche

## Média
- Café Picouly, n°6, 2 décembre 2005, puis 16 mars 2007.
- Le bateau livre, 15 mars 2007.
- Ce soir (ou jamais !), 13 janvier 2009.
- Chez FOG, 11 avril 2009.
- La Grande Librairie, 16 janvier 2019.

## Presse
- Les Grandes Affaire Criminelles, n° 5, Paris, septembre-octobre-novembre 2015 : long entretien de Nan Aurousseau.